# Mazaeras magnifica
Mazaeras magnifica är en fjärilsart som beskrevs av Rothschild 1909. Mazaeras magnifica ingår i släktet Mazaeras och familjen björnspinnare. Inga underarter finns listade i Catalogue of Life.